# Dédougou
Cet article concerne la ville chef-lieu. Pour le département et la commune urbaine, voir Dédougou (département).
Dédougou (anciennement dénommée Bankuy ou Banikuy), est une ville du département et de la commune urbaine de même nom. Elle est située dans la province du Mouhoun, dont elle est également le chef-lieu au Burkina Faso. Depuis le 2 juillet, elle est le chef-lieu de Bankui dans le cadre du redécoupage territorial.

## Géographie

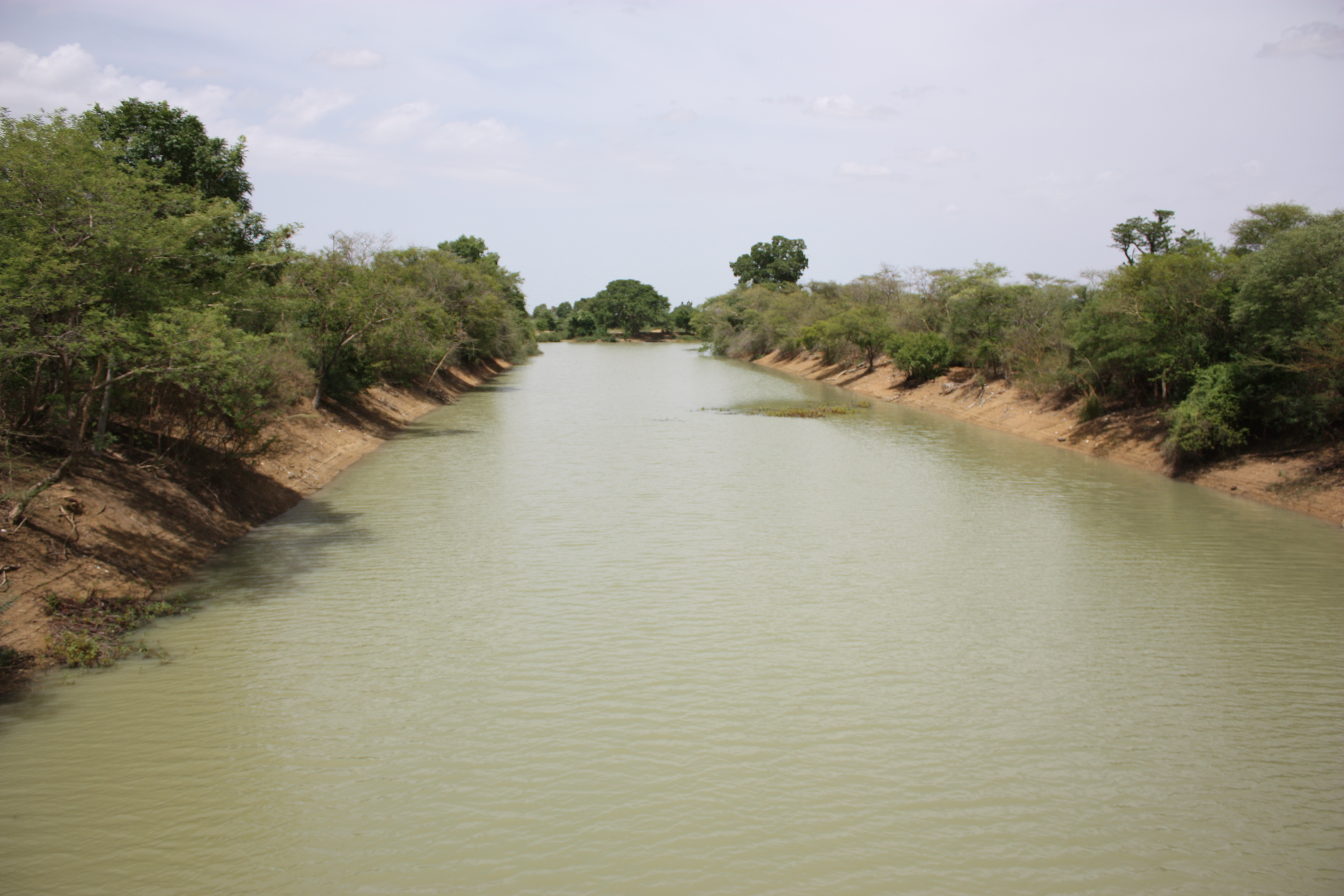
Le Mouhoun à 7 km à l'ouest de la ville de Dédougou.

### Situation
La ville est située à 250 km au sud-ouest de la capitale Ouagadougou.

### Démographie

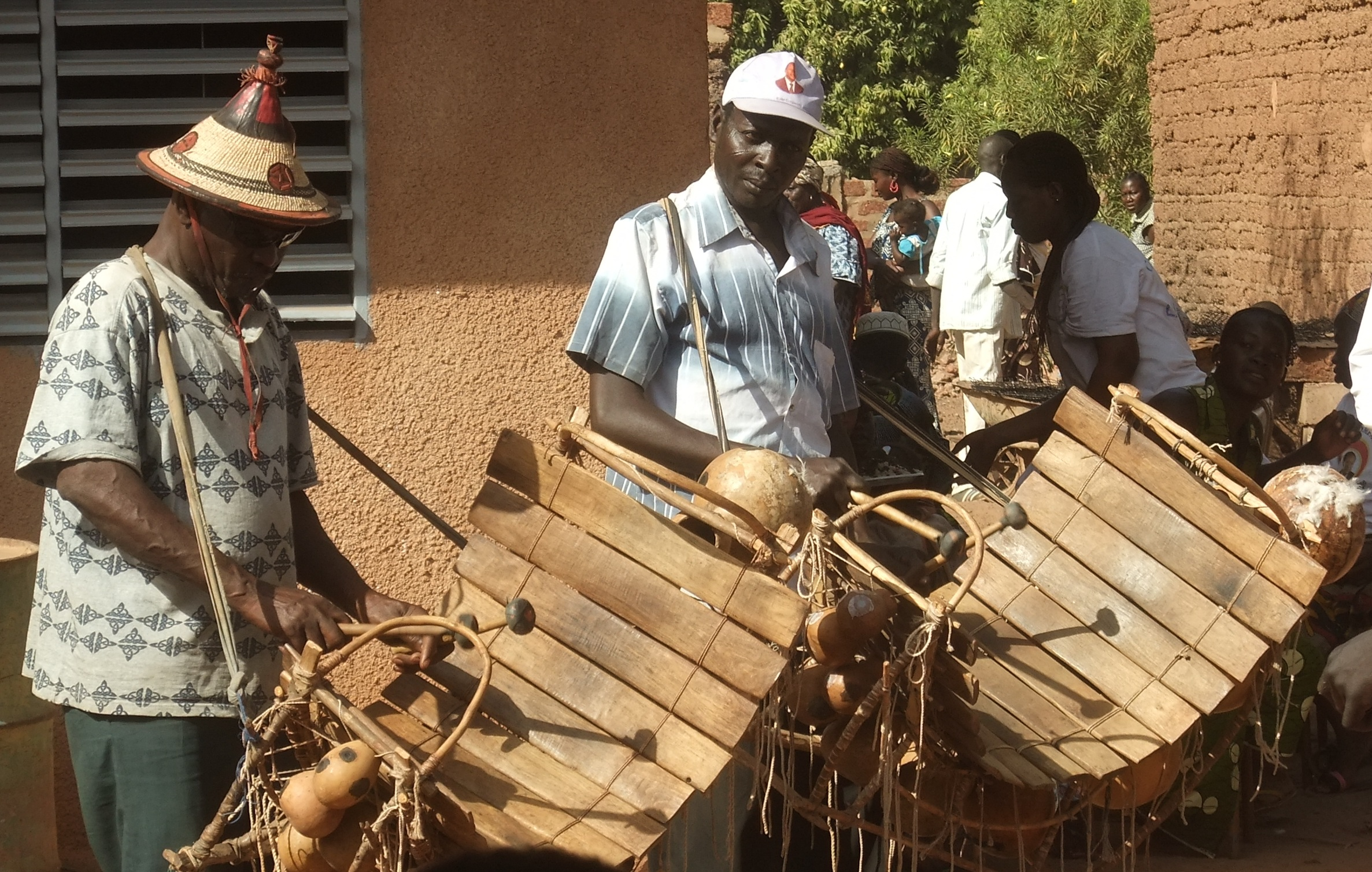
Peuls jouant du balafon.

- En 2003, les six secteurs de la ville de Dédougou totalisaient 31 174 habitants estimés[3].
- En 2006, les six secteurs de la ville de Dédougou totalisaient 38 862 habitants recensés[2]:

- Secteur 1 (3 176 habitants)
- Secteur 2 (8 646 habitants)
- Secteur 3 (5 432 habitants)
- Secteur 4 (2 236 habitants)
- Secteur 5 (7 322 habitants)
- Secteur 6 (12 050 habitants)

Les habitants de la ville sont appelés Dédougouvillois(es).
Les Bwaba sont l'ethnie la plus représentée. Les Peuls, les Samo, les Dafing et les Mossi sont aussi présents.[réf. nécessaire]

## Histoire
La ville a été fondée au XVe siècle.
D’après la légende, Dédougou fut fondée par une famille du Mandé partie à la recherche d'un point d’eau. Arrivé sur le site actuel de Dédougou, Koé Dayo, le chef de famille, découvrit un puits. Koé décida de s'y installer avec sa famille. Cependant une autre famille dirigée par Zamagnini, un bwaba de la région de Thériba, revendiquait la primauté sur le site. Koé Dayo réussit à apporter la preuve qu'il était le premier occupant et devint le chef. Lui et ses descendants gardèrent la maîtrise des terres tandis que les descendants de Zamagnini devinrent les notables de la ville. Le puits de Koé, qui existe toujours, est devenu sacré.
La ville fut dénommée Banikuy (bani, la forêt et kuy, le village). Rapidement, elle fut rebaptisée Déédu ce qui veut dire : « je suis heureux et fier » ou « je me suffis » en bwamu. L'influence linguistique du Dioula dans la région la transformera en Dédougou.
En 1897, le premier détachement militaire français, commandé par les capitaines Julien Chanoine et Paul Voulet arrive dans la région et y débute la conquête du royaume Mossi. L'autre événement marquant lié à la colonisation est la guerre du Bani-Volta en 1915-1916 en réaction à l'oppression coloniale.

## Organisation administrative
Dédougou est chef-lieu de département depuis 1974. La ville acquiert le statut de commune urbaine en 1979, elle est alors constituée de cinq secteurs. En 1974 elle est désignée chef-lieu de la province du Mouhoun.
La commune urbaine de Dédougou est aujourd'hui subdivisée en six secteurs (incluant également trente-sept villages autour de sa 
Depuis le 2 juillet 2025, Dedougou est le chef-lieu de la région de Bankui.

### Mairie
Depuis 1995 la commune est dirigée par un maire élu au suffrage universel indirect. Le conseil municipal est composé de 91 membres comprenant des représentants de chacun des secteurs de la ville et des autres villages de la commune.
| Période                                  | Période | Identité                       | Étiquette | Qualité |
| ---------------------------------------- | ------- | ------------------------------ | --------- | ------- |
| 1995                                     | 2000    | Michel Tamani                  | CDP       |         |
| 2000                                     | 2006    | Madame Kondé et Élisabeth Dayo | CDP       |         |
| 2006                                     | 2011    | Gnami Valentin Konaté          | CDP       |         |
| 2011                                     | 2016    | ?                              |           |         |
| 2016                                     |         | Karim Lomboza Kondé            | MPP       |         |
| Les données manquantes sont à compléter. |         |                                |           |         |

### Jumelages
- Douai (France) depuis 2003

## Économie
Dédougou dispose d'une usine textile (Sofitex) située a environ 5 km au sud-ouest de la ville sur la route de Nouna.

## Transports

### Liaisons aériennes
L'aérodrome de Dédougou est situé à deux kilomètres au sud-ouest du centre-ville.

### Liaisons routières
La ville de Dédougou est reliée à Bobo-Dioulasso par une route goudronnée, la route nationale 10 qui se poursuit au nord jusqu'à Ouahigouya et dont le bitumage d'une partie (de Dédougou à Tougan, longue de 91 kilomètres) s'est achevée en 2019. La réception et l'inauguration de la route a eu lieu le 26 juin 2019 en présence du président du Faso Roch Kaboré.
Sur l'axe est-ouest, la route nationale 14 relie la ville à Koudougou ; le bitumage de cet axe est achevé au début de 2013. Vers l'ouest, la nationale qui continue jusqu'à la frontière du Mali et la ville de San dont le bitumage est achevé.
Plusieurs compagnies de transport font la desserte entre Dédougou et les autres villes du pays, dont : Staf, TSR, Farafina Tours, TKF, Djougouya Magni, EMAF.... (Depuis quelques années, Seuls Staf et TSR desservent la ville elle-même.)

## Éducation
Il existe une multitude d’écoles primaires dont les écoles primaires publiques centres A et B qui fêteront leur soixantième anniversaire en 2013.
Une vingtaine de lycées ou collèges d’enseignement général sont présents, dont les principaux sont :
- le lycée provincial et le lycée municipal
- les lycées privés El Bethel, Rosa Molas, Saint-Gabriel, Eben ezer, Espoir, le complexe scolaire Les Merveilles, Hakili, Pyramide, Matin d'Afrique, Saint-Augustin...

Dans l'enseignement supérieur, la ville dispose d'une université, le Centre universitaire polytechnique de Dédougou, situé à environ 12 km à l'ouest de la ville sur l'axe de la route reliant Dédougou à Bobo-Dioulasso, qui propose :
- des filières de série littéraire (telles les lettres modernes, l'anthropologie, la psychologie)
- des filières de série scientifique (telles les sciences appliquées à la technologie, MIAGE, science biologie...).

L'université dispose d'un bâtiment administratif dont la construction vient d'être achevée, d'un restaurant universitaire, d'un bâtiment pour les cours et d'un château d'eau.
Dédougou dispose également d'une École nationale de formation des enseignants du primaire (ENEP), située a 13 km de la ville sur l'axe reliant Dédougou à Ouahigouya. Outre cette école publique il existe d'autres à caractère privé telles Sainte-Edwige, Nonglom, Eben Ezer...
Un petit séminaire est également situé à Tionkuy.

## Santé
Il existe cinq centres médicaux à caractère public :
- le centre hospitalier universitaire régional  (CHUR), dont le chantier est en cours, situé dans le quartier Kouroukan de la ville, sur l'axe Dedougou-Tougan ;
- le centre médical avec antenne chirurgicale Mgr Zephyrin Toé, situé sur l'axe Dedougou-tionkuy ;
- le centre médical « Lève-toi et marche », situé dans le centre-ville ;
- le centre médical urbain (CMU) situé au secteur 2 de la ville ;
- les centres de promotion sociale (CPS) des secteurs 2, 5 et 6 ;
- Une clinique privée, sur l'axe de Dédougou à Bobo Dioulasso.

## Culture et patrimoine

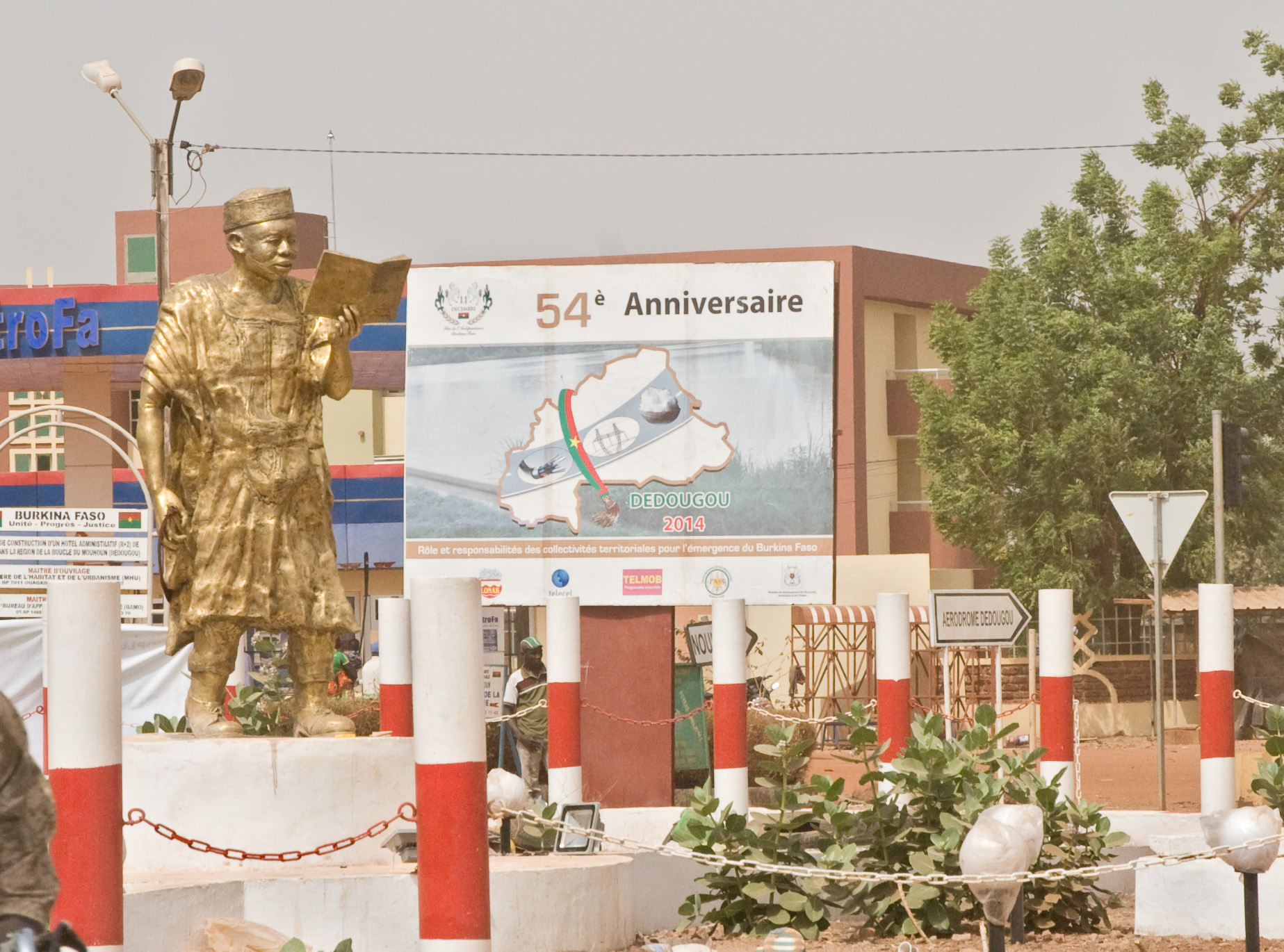
Monument en hommage à Nazi Boni, écrivain et homme politique de Dédougou.

### Festivals

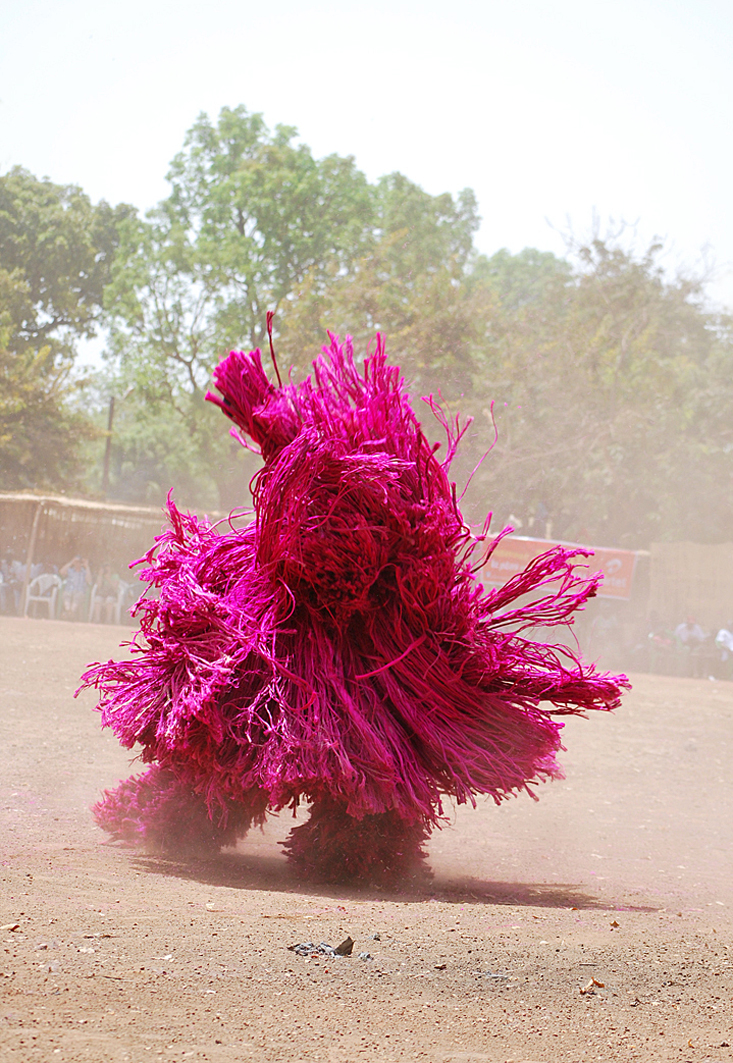
Danse des masques lors du FESTIMA (2014).

Dédougou organise tous les deux ans au mois de mars (années paires) depuis 1992 le FESTIMA, le festival des masques. Durant plusieurs jours, des représentants venus de toutes les régions du Burkina Faso défilent en arborant les masques traditionnels du pays.
Outre cette biennale culturelle, chaque année au mois de février on assiste à la sortie des masques en feuilles de la ville de Dédougou arborant les différents sites sacrés de la ville. Ce rituel est propre à la culture Bwa.

### Sports
À la suite des activités commémoratives de la fête nationale de l’indépendance de Dédougou, la ville abrite, depuis 2014, un stade régional semi-moderne composé d'un terrain de football avec gazon (synthétique) et un plateau de terrain pour handball, volley et basket.
Y concourent des équipes de football évoluant en deuxième et troisième division nationale : l’Olympic System, Bankuy Sport, Koé Sport ainsi qu’une équipe féminine.
Chaque année, est organisé un tournoi de compétition maracana dénommée la « Coupe du chef de canton » au Melongar, en centre-ville. C'est une période pendant laquelle se retrouvent les fils et filles de la ville.

### Cultes et religions
- Cathédrale Sainte-Anne de Dédougou
- Liste des évêques de Dédougou